# Braquo
Braquo est une série télévisée française en 4 saisons de 8 épisodes de 52 minutes créée par Olivier Marchal, produite par Capa Drama avec la participation de Canal+ et en coproduction avec Marathon, Be-Films et RTBF, diffusée entre le 13 octobre 2009 et le 27 juin 2016 sur Canal+ puis Jimmy et Ciné +, et rediffusée depuis le 20 septembre 2013 sur Canal+ Séries.
Au Québec, la série est diffusée depuis le 10 février 2012 sur TV5.
Le titre Braquo signifie braquage en argot.

## Synopsis
- Saison 1 :

Quatre policiers du SDPJ des Hauts-de-Seine — Eddy Caplan, Walter Morlighem, Théo Wachevski et Roxane Delgado — voient leur vie basculer lorsque leur supérieur, Max, se suicide à la suite d'une affaire dans laquelle il est mis en cause. Ils franchissent alors la « ligne jaune », n'hésitant pas à transgresser la loi pour laver l'honneur de leur collègue et ami. Mais c'est en franchissant la ligne qu'ils vont être surveillés de plus près par Roland Vogel de l'IGS, qui devient vite un des pires ennemis de l'équipe. Vogel et le procureur Vanderbeke décident de conclure un marché avec Serge Lemoine, braqueur récidiviste en attente de jugement, pour obtenir les aveux de Caplan et de son équipe, en échange de l'abandon des poursuites contre Lemoine. Ils tombent tous les quatre dans le panneau et se font arrêter.
- Saison 2 :

Convoqué par le conseil de discipline, Caplan assume seul toutes les bavures que lui et son équipe ont faites. Roxane est rétrogradée, Walter devient pompiste et Théo, radié de la police, tombe dans la cocaïne et les mauvais gangs. Se retrouvant en prison, Caplan se voit offrir une chance pour lui et ses collègues de récupérer leurs postes par Marceau, un autre flic de l'OCRB, chargé de l'affaire Lemoine. Sa mission : infiltrer le gang des Invisibles, un groupe de truands, ex-militaires abandonnés par la hiérarchie. Caplan, après avoir réussi à convaincre ses anciens collègues de se joindre à lui, réussit à démanteler le gang de tueurs professionnels chargés de vengeance.
- Saison 3 :

Après avoir tous les quatre réintégré leur service, Caplan et ses acolytes arrivent à piéger Vogel et Vanderbeke, envers qui l'esprit de vengeance s'est aiguisé. Ces deux figures jusque-là respectées, sont alors l'une après l'autre virées de la police. Le côté sadique de Vogel, déjà perceptible dans les précédents épisodes, s'accentue et l'abandon par la police, où il trouvait quelque peu le moyen d'assouvir ses besoins, l'exacerbe encore. Il se lance dans des manipulations et attaques perverses et tue un des équipiers de Caplan : Théo. Alors qu'Eddy, Walter et Roxane se lancent à fond dans une nouvelle affaire de trafic de cocaïne et de jeunes filles en provenance de l'ancienne URSS, orchestrée par une mafia russe très organisée, Roxane, obsédée par la mort de Théo, veut le venger et trouve le talon d’Achille de Vogel : une sœur aveugle qu'il cherche désespérément à tenir à l'écart de tout.
- Saison 4 :

Caplan, Morlighem et Roxane se retrouvent aux prises avec le redoutable mafieux turc Baba Aroudj dont Morlighem a tué le fils unique lors d'une opération de police.

## Fiche technique
- Scénario :
  - Saison 1 : Olivier Marchal, Frank Henry, DOA, Jean-Guy Serrier, Michaël Souhaité, Yann Le Nivet, Arnaud Tourangin
  - Saison 2 : Abdel Raouf Dafri, Edgar Marie, David Defendi, Philippe Haïm, Éric Valette
  - Saison 3 : Abdel Raouf Dafri, Jérôme Pierrat
  - Saison 4 : Abdel Raouf Dafri, Jean-Marc Souvira[1]
- Réalisation :
  - Saison 1 : Olivier Marchal (épisodes 1 à 4) et Frédéric Schoendoerffer (épisodes 5 à 8)
  - Saison 2 : Philippe Haïm (épisodes 1 à 4) et Éric Valette (épisodes 5 à 8)
  - Saison 3 : Frédéric Jardin (épisodes 1 à 4) et Manuel Boursinhac (épisodes 5 à 8)
  - Saison 4 : Xavier Palud (épisodes 1 à 6) et Frédéric Jardin (épisodes 7 et 8)
- Producteur exécutif : Yorick Kalbache
- Musique : Erwann Kermorvant
- Pays d'origine : France
- Format : Couleurs
- Genre : Policier
- Interdit aux moins de 12 ans

## Distribution

### Personnages principaux
- Jean-Hugues Anglade : Edouard 'Eddy' Caplan
- Joseph Malerba : Walter Morlighem
- Karole Rocher : Roxane Delgado
- Nicolas Duvauchelle : Théo Wachevski (saisons 1 et 2)

### Personnages récurrents
- Geoffroy Thiebaut : Roland Vogel
- Alain Figlarz : Serge Lemoine (saisons 1 et 2)
- Samuel Le Bihan : le commandant Gabriel Marceau de l'OCRB (saisons 1 et 2)
- Pascal Elso : le procureur de la République Vanderbeke (saisons 1, 2 et 3)
- Joël Lefrançois : le commandant Roland Fargette
- Laëtitia Lacroix : Valérie Borg (saisons 1 et 2)
- Isabelle Renauld : le commissaire divisionnaire Michelle Bernardi
- Eden Ducourant : Léa Morlighem (saisons 1 et 2)
- Tristan Aldon : Oscar Morlighem (saisons 1 et 2)
- Fanny Bastien : Catherine Morlighem (saisons 1 et 2)
- Xavier Letourneur : Rocky (saisons 1 et 2)
- Arsène Jiroyan : Atom Paradjanov (saisons 1, 2 et 3)
- Valérie Sibilia : Hélène Rossi (saisons 1 et 3)

### Personnages secondaires

#### Saison 1
- Denis Sylvain : le commissaire Louis Bordier
- Yann Pradal : Tintin
- Olivier Rabourdin : le commandant Max Rossi (épisode 1)
- Samira Lachhab : Nina (épisodes 4, 5, 6 et 8)
- Nozha Khouadra : Sonia Kross (épisodes 1 à 4)
- Lilou Fogli : Sara (épisodes 2 à 4)
- Michel Duchaussoy : Claude Delgado (épisodes 3, 5 et 6)
- Philippe Hérisson : Maître Jean-Baptiste Lornach (épisodes 1 à 3)
- Yan Epstein : le capitaine Borelli : (épisodes 7 et 8)
- Dominique Bettenfeld : Janko (épisodes 5 et 7)
- Moussa Maaskri : Teddy Hoffman (épisode 2)
- Pierre-Ange Le Pogam : Charles Rey (épisodes 1 et 6)
- Adrien Saint-Joré : Farid Benaissa (épisodes 1 et 2)
- Christian Gazio : Jetro (épisodes 3 et 6)
- Pauline Angoneman : Yumna (épisodes 5 et 6)
- Nicky Marbot : David Garcia
- Raphaèle Bouchard : une infirmière à la préfecture
- Michaël Vander-Meiren : Charly Meyer
- Stéfan Godin : le commissaire de l'IGS
- Jean-Jacques Bathie : le chirurgien au CHU

#### Saison 2
- Sophie Broustal : Myriam Elmidoro
- François Levantal : le colonel Aymeric Gauthier Dantin
- Hubert Koundé : Jonas Luanda
- Martial Bezot : Werner Blitch
- Pascal Demolon : Gaëtan Merks (épisodes 1 et 2)
- Yann Babilée : le général Savinien Fèvre
- Dimitri Rataud : Antoine Bleuvenne
- Ludmila Mikaël : Irène Bleuvenne (épisodes 5 à 8)
- Francis Renaud : Jean-Baptiste Dréan (épisodes 5 à 8)
- Annie Mercier : Madame Arifa
- Marc Citti : Latif Arifa
- Virgile Bramly : Daniel Arifa
- Farid Elouardi : Yannis Fahad (épisodes 1 à 4)
- Julie Mouamma : Mélanie
- Salem Kali : Ouari Boumendjel (épisodes 2 à 4)
- Steve Tientcheu : Bambesi (épisodes 2 à 4)
- Manuel Gélin : le préfet (épisodes 1, 3 et 4)
- Vincent Grass : Breymaert
- Éric Godon : Hugo Christiaens
- Philippe Laudenbach : Lucien (épisodes 7 et 8)
- Boris Rehlinger : Balmer (épisodes 1 et 3)
- Manuel Bonnet : Monsieur Normandeau
- Frans Boyer : un maton
- Steve Kalfa : Cyril Kervaso
- Max Morel : Angelo
- Hicham Nazzal : Sabri Massmi
- Laura Clauzel

#### Saison 3
- Lizzie Brocheré : Orianne Beridzé
- Olga Babluani : Salome Vissarionovitch
- Antoine Basler : Romain Vibert
- Stéphane Bierry : Christian Delavret
- Jean-Claude Bonnifait : Adrien Lorthiois
- Pierre Bourel : Serguei Batourine
- Yuliya Dyenisova : Odessa Dimayev
- Ivan Franek : Andreas Megrelishvili
- Leonid Glushchenko : Dimitri Bitchkof
- Toni Hristoff : Soldatof
- Raphaël Hude : Darius Vissarionovitch
- Mark Ivanir : Levani Jordania
- Julie Judd : Erica Vogel
- Nicolas Laude : OPJ hôpital
- Wojtek Pszoniak : Iossif Vissarionovitch
- Xavier Schliwanski : Mikhaïl Pavlovitch
- Iljir Selimoski : Roustaveli
- Renat Shuteev : Yapontchik
- Ludovic Silmezis : Bouledogue Batourine
- Mihai Tarna : Anatoly Dimayev
- Vahag Kalaidjian : Raphael
- Anton Yakovlev : Grigory Kantaria
- Alexandre Arbatt : Medicin Iossif
- Ophélie Koering : Mme Lanners
- Finnegan Oldfield : le jeune braqueur

#### Saison 4
- Thierry René : le commissaire divisionnaire Henri Brabant
- Assaâd Bouab : Redouane Buzoni
- Boris Terral : Nathan Ovazza-Caplan
- Pierre Laplace : Guido Frankeur
- Slimane Dazi : Wassin Alcala
- Djibril Gueye : le surveillant-chef
- Doudou Masta : Kasari
- Soufiane Guerrab : Majid Aquati
- Philippe Résimont : Serge Greiner
- Philippine Leroy-Beaulieu : Jackie Greiner
- Patrick Kodjo Topou : le surveillant
- Matthieu Albertini : un policier marseillais
- Radivoje Bukvic : Francois Holin
- Renaud Rutten : Georges Mandeville
- Michel Subor : Joseph-Marie Pietri
- Gérald Papasian : Baba Aroudj
- Imer Kutllovci : Alaatin Aroudj
- Matheo Capelli : l'inconnu
- Adama Niane : Gil Renia
- Nikita Bellucci : compagne de Gil Renia

## Épisodes
| Saison | Saison | Nombre d'épisodes | Horaire en France | Diffusion en France | Diffusion en France | Audience (en téléspectateurs et PDM) | Audience (en téléspectateurs et PDM) |
| Saison | Saison | Nombre d'épisodes | Horaire en France | Début de saison     | Fin de saison       | Moyenne                              | PDM                                  |
| ------ | ------ | ----------------- | ----------------- | ------------------- | ------------------- | ------------------------------------ | ------------------------------------ |
|        | 1      | 8                 | Lundi 20h50       | 12 octobre 2009     | 2 novembre 2009     | 1.20                                 | 18,6 %                               |
|        | 2      | 8                 | Lundi 20h50       | 21 novembre 2011    | 12 décembre 2011    | 1.30                                 | 21 %                                 |
|        | 3      | 8                 | Lundi 20h50       | 10 février 2014     | 3 mars 2014         |                                      |                                      |
|        | 4      | 8                 | Lundi 20h50       | 6 juin 2016         | 27 juin 2016        |                                      |                                      |

### Première saison (2009-2011)
La première saison, qui comprend huit épisodes, a été diffusée du 13 octobre 2009 au 18 février 2011 sur Canal+.
1. Max
2. La Ligne jaune
3. La Tête dans le sac
4. L'Autre Rive
5. Loin derrière la nuit
6. Tarif de groupe
7. Tangente
8. Eddy

### Deuxième saison (2011-2012)
La deuxième saison, qui comprend huit épisodes, a été diffusée du 25 septembre 2011 au 14 avril 2012 sur Canal+.
1. Les Damnés
2. Seuls contre tous
3. Tous pour un
4. Chèvres et Chacals
5. Infiltré
6. Mère (&) patrie
7. Au nom du pire
8. 4 moins 1

### Troisième saison (2012-2014)
La troisième saison, qui comprend également huit épisodes, a été diffusée du 13 juin 2012 au 4 décembre 2014 sur Canal+.
1. Affliction
2. Nos funérailles
3. Odessa
4. Stoukatch
5. Le Lait et le Miel
6. Prologue
7. Andreas
8. Entre la Terre et l'Enfer

### Quatrième saison (2015-2016)
La quatrième saison, qui comprend aussi huit épisodes, a été diffusée du 4 juin 2015 au 30 juin 2016 sur Canal+.
1. À l'ancienne
2. Ma part d'enfer
3. Nathan
4. Pharaons
5. 11 virgule
6. Bankster
7. Un jeu sans fin
8. Jusqu'au bout et jusqu'à la fin

## Lieux du tournage
- Seine-et-Marne
  - Villeneuve-le-Comte - Église
- Essonne
  - Longjumeau
  - Corbeil-Essonnes
- Hauts-de-Seine
  - Boulogne-Billancourt
  - Clamart - Cimetière Intercommunal (ajout lieu de tournage (enterrement de Gaëtan Mercx)
  - Clichy
  - Courbevoie
  - Issy-les-Moulineaux
  - La Défense
  - Meudon
  - Nanterre
  - Puteaux
  - Sceaux
  - Suresnes - La Cité-Jardins
- Paris
- Seine-Saint-Denis
  - Aubervilliers
  - Rosny-sous-bois
  - La Courneuve
- Val-de-Marne
  - Aéroport d'Orly
  - Fontenay-sous-Bois
  - Ivry-sur-Seine
  - Villecresnes
  - Choisy-le-Roi
- Yvelines
  - Sartrouville
  - Le Port Marly
  - Coignières
- Bouches-du-Rhône
  - Marseille - Saint Charles
  - Martigues - Caronte

## Distinctions

### Récompenses
- International Emmy Awards 2012 : meilleure série dramatique

## Produits dérivés
Toutes les saisons sont disponibles en DVD et Blu-Ray.
- Coffret Saison 1, sortie : 3 novembre 2009 (ASIN B002M4CIJI). Bonus : Making of de la saison 1 et version sous-titrée.
- Coffret Saison 2, sortie : 14 décembre 2011 (ASIN B005OQA9Q0)
- Coffret Saison 3, sortie : 7 mars 2014 (ASIN B00H8SZ50C)
- Coffret Saison 4, sortie : 4 octobre 2016 (ASIN B01HZ557VY)